# Ла Мирада (Калифорнија)
Ла Мирада (енгл. La Mirada) град је у америчкој савезној држави Калифорнија. По попису становништва из 2010. у њему је живело 48.527 становника.

## Демографија
Према попису становништва из 2010. у граду је живело 48.527 становника, што је 1.744 (3,7%) становника више него 2000. године.
| Група             | 2000.          | 2010.          |
| Белци             | 22.058 (47,1%) | 18.418 (38,0%) |
| Афроамериканци    | 903 (1,9%)     | 1.099 (2,3%)   |
| Азијати           | 6.963 (14,9%)  | 8.650 (17,8%)  |
| Хиспаноамериканци | 15.657 (33,5%) | 19.272 (39,7%) |
| Укупно            | 46.783         | 48.527         |